# 승무
승무(僧舞, 문화어: 중춤)는 승려들이 추는 속칭 '중춤'이라 하지만 불교의식에서 승려가 추는 춤이 아니고 흰 장삼에 붉은 가사를 어깨에 매고 흰 고깔을 쓰고 추는 민속춤이다. 춤의 구성은 체계적일 뿐 아니라 춤사위가 다양하고 춤의 기법 또한 독특하다. 6박자인 염불·도드리와 4박자인 타령·굿거리 장단에 맞추어 춤을 춘다. 또 장단의 변화는 7차례나 있어 춤사위가 각각 다르게 구분, 정립되지만 무리 없이 조화를 이룬다.
불교가 한국에 수입됨과 동시에 전래된 무용으로서, 재(齋)와 같은 큰 불교의식에는 승려들이 법고(法鼓)춤·바라춤·나비춤〔着服〕등을 추는데 이러한 불교의식무용을 작법(作法) 또는 법무(法舞)라 하며, 승무(僧舞)라 하지 않는다. 지금까지 연희하는 승무의 법고 치는 순위를 볼 때 승무가 불교의식무용의 영향을 받은 것이라는 것을 알 수 있다. 이것이 민간으로 전파되어서 오랜 세월을 전해오는 동안에 점점 발전·향상되어, 지금은 민속무용의 정수가 된 민속무용의 대표격인 무용이라 할 수 있다. 그래서 이것을 체득하면 한국민속무용의 기법 전반을 대강 짐작할 수 있을만큼 중요한 예술성을 가진 춤이다.
승무는 1900년대 초 협률사(協律社)에서 연희되기 시작하여 광무대(光武臺)ㆍ단성사(團成社)를 거쳐서 1908년 원각사(圓覺社)에서 한성준(韓成俊)이 이 춤을 지도했다고 한다. 그 뒤 1934년 한성준이 조선음악무용연구소를 개소하고 무용지도를 본격화하면서 정리했으며, 1936년 한성준의 제1회 무용발표회를 계기로 이 춤이 예술무용으로 승화된 것이다. 한성준의 직계 후손인 한영숙(韓英淑)이 이 춤을 계승하였으며, 그녀가 작고한 뒤 이애주 등으로 이어졌다. 한 때 불교의 존엄성과 위신을 해하는 것이라 하여 승무 폐지론이 나오기도 했다.

## 유래
승무의 기원에 대한 여러 설이 있다. 민속무용 유래설로는 황진이가 지족선사를 유혹하기 위하여 장삼ㆍ고깔ㆍ붉은가사를 매고 요염한 자태로 춤을 추었다는 황진이초연설(黃眞伊初演說), 상좌중이 평소 스승이 하던 기거범절(起居凡節)이나 독경설법(讀經說法)의 모습을 희롱조로 흉내내면서 춘 것이 승무라는 동자기무설(童子技舞說)이 있으며, 또 육관대사(六觀大師)의 제자 성진(性眞)이 탁발수도에 나섰다가 계곡에서 8선녀를 만나 미색에 현혹되어 번민하다가 불도의 참을 깨달아 해탈의 과정을 무용화한 것이라는 구운몽인용설(九雲夢引用說), 파계로 환속했다가 양심의 가책으로 번민하는 모습을 무용화했다는 파계승번뇌표현설(破戒僧煩惱表現說), 산대가면극 중 노장춤이 승무의 원초적 기원이라는 노장춤유래설(老長舞由來說) 등이 있다.
불교의식무용설로는 세존(世尊)이 영취산에서 설법할 때 가섭이 그 뜻을 알고 춤을 추었다는 교리적 측면에서 유래설과 또 악신(樂神) 건달바(乾達婆)가 영산회상(靈山會相)의 장엄한 광경을 춤으로 묘사했다는 설, 위(魏)의 조자건(曺子建)이 천태산에 올랐다가 범천(梵天)에서 들려오는 소리에 고기떼가 춤을 추는 모습을 보고 춤으로 옮긴 것이라는 등의 불교문화사적 기원설까지 나오고 있다. 또 탁발승이 포교과정에서 군중을 모으기 위해 법무(法舞)를 속화시켜 항간에 번지게 되었다는 불교무용유래설도 있어 그런대로 설득력이 있어 보이나 추측단계를 벗어나지 못한 것 같다. 다만 법고와 당악(서울굿에서 쓰이는 것)가락이 삽입된 것에서 불교의식무용에 비중을 두는 것 같으나, 춤의 내용이나 춤사위가 불교적인 것은 찾아보기 힘들다.

## 구성
승무의 반주악기는 장구·피리·저·해금·북이며, 반주악곡은 염불ㆍ빠른염불ㆍ허튼타령ㆍ빠른타령ㆍ느린굿거리ㆍ빠른굿거리ㆍ당악이며, 염불ㆍ타령ㆍ굿거리ㆍ북치는 가락(자진모리·휘모리) 등으로 전체적인 흐름이 조화를 이룬다.
춤사위는 장단의 변화에 따라 7마당으로 구성되는 춤을 추는데 신음하고 번민하듯 초장의 춤사위에서부터 범속(凡俗)을 벗어나 열반의 경지에 들어가는 듯한 말미의 춤사위에 이르기까지 뿌리고 제치고 엎는 장삼의 사위가 신비로움 속에 조화의 극치를 이루고 있다.
이 춤에서 장삼을 허공에 뿌리는 것은 인간의 원대한 희망에 대한 욕망을 갈구하는 내용의 표현으로 보이며 하얀 버선코 끝으로 표출되는 허리와 다리의 가냘픈 모습, 치마 끝에서 보일 듯 말 듯한 버선코의 율동은 승무가 아니면 볼 수 없는 춤사위를 실감하게 하는 고차원적인 예술성과 심미성이 풍부한 춤이다.

## 문화재 지정 현황

### 대전광역시 무형문화재 제15호
대전 출생으로 1974년 불가에 입문한 송재섭은 조계종 스님으로부터 작법과 범패를 배우기 시작하여 국가무형문화재 영산재 보유자인 박송암스님에게서 바라춤, 법고무 등 불교의식과 의식무를 사사받았다. 이후 이매방으로부터 국가무형문화재 승무와 살풀이춤을, 영산재보존회로부터 영산재를 각각 이수받았다.
송재섭의 춤은 매우 여성적이나 약하지 않고, 섬세하나 큰 결이 있으며, 결코 화려하지 않은 소박함이 깃들어 있다. 발끝에서 손끝까지 잔잔한 생명력이 있는 움직임이 표출되는 춤사위를 통해 한과 숙명을 풀어내고 있다. 그 몸짓은 억지로 꾸며내는 것이 아니라 절제된 감정으로 내면에서 희열을 끄집어내고 있으며 결코 경직되지 않는 모습의 춤사위를 펼쳐 보인다. 잔잔한 호수에 동심원을 그리며 물살이 퍼져 나가는 듯한 애잔한 느낌을 준다. 구도의 정신에서 묻어 나오는 그만의 춤 세계와 겸허한 마음자세가 숙명적으로 춤을 추기 위해 태어난 자의 몸부림이라 표현할 만 하다.

### 충청남도 무형문화재 제27호
- 서산시 석림동 주공아파트 303-1106

## 같이 보기
- 한국의 불교

## 참고 문헌
- 본 문서에는 서울특별시에서 지식공유 프로젝트를 통해 퍼블릭 도메인으로 공개한 저작물을 기초로 작성된 내용이 포함되어 있습니다.